# Loisy (Saône-et-Loire)
Loisy é uma comuna francesa na região administrativa de Borgonha-Franco-Condado, no departamento Saône-et-Loire. Estende-se por uma área de 14,82 km². Em 2010 a comuna tinha 672 habitantes (densidade: 45,3 hab./km²).